# 2003 год в спорте
Список 2003 год в спорте перечисляет спортивные события, произошедшие в 2003 году.

## Россия
- Командный чемпионат России по спидвею 2003;
- Первенство России по хоккею с мячом среди команд первой лиги 2002/2003;
- Чемпионат России по конькобежному спорту в классическом многоборье 2003;
- Чемпионат России по лёгкой атлетике 2003;
- Чемпионат России по фигурному катанию на коньках 2003;
- Чемпионат России по хоккею с мячом 2002/2003;
- Чемпионат России по шахматам 2003;
- Создан регбийный клуб «Форум»;
- Создана ДЮСШ «Звезда» (Люберцы);

### Баскетбол
- Кубок России по баскетболу 2002/2003;
- Кубок России по баскетболу 2003/2004;
- Кубок России по баскетболу среди женщин 2003/2004;
- Чемпионат России по баскетболу 2002/2003;
- Чемпионат России по баскетболу 2003/2004;
- Чемпионат России по баскетболу среди женщин 2002/2003;
- Чемпионат России по баскетболу среди женщин 2003/2004;
- Созданы клубы:
  - «Стандарт»;
  - «Триумф»;

### Волейбол
- Кубок России по волейболу среди женщин 2003;
- Кубок России по волейболу среди мужчин 2003;
- Чемпионат России по волейболу среди женщин 2002/2003;
- Чемпионат России по волейболу среди женщин 2003/2004;
- Чемпионат России по волейболу среди мужчин 2002/2003;
- Чемпионат России по волейболу среди мужчин 2003/2004;

### Футбол
- Первая лига ПФЛ 2003;
- Вторая лига ПФЛ 2003;
- Третья лига ПФЛ 2003;
- Кубок России по футболу 2002/2003;
- Кубок России по футболу 2003/2004;
- Чемпионат России по футболу 2003;
- Чемпионат России по футболу 2003 — золотой матч;
- Клубы в сезоне 2003 года:
  - ФК «Амкар» в сезоне 2003;
  - ФК «Анжи» в сезоне 2003;
  - ФК «Крылья Советов» Самара в сезоне 2003;
  - ФК «Спартак» Москва в сезоне 2003;
  - ФК «Ротор» в сезоне 2003;
  - ФК «Торпедо» Москва в сезоне 2003;
- Созданы клубы:
  - «Ангушт»;
  - «Маккаби» (Москва);
  - «Олимпик» (Мытищи);
  - «Сызрань-2003»;
  - «Химик-Россошь»;
- Расформированы клубы:
  - «Балаково»;
  - «Динамо» (Тула);
  - «Мострансгаз»;
  - «Немком»;
  - «Торпедо-Виктория»;
- Создан мини-футбольный клуб КПРФ;

### Хоккей с мячом
- Первенство России по хоккею с мячом среди команд первой лиги 2002/2003;
- Первенство России по хоккею с мячом среди команд первой лиги 2003/2004;
- Чемпионат России по хоккею с мячом 2002/2003;
- Чемпионат России по хоккею с мячом 2003/2004;

### Хоккей с шайбой
- Чемпионат России по хоккею с шайбой 2002/2003;
- Чемпионат России по хоккею с шайбой 2003/2004;
- Чемпионат России по хоккею с шайбой среди женщин 2002/2003;
- Чемпионат России по хоккею с шайбой среди женщин 2003/2004;
- Создан женский клуб «Торнадо»;

### Шашки
- 37 Чемпионат России по заочной игре в русские шашки среди мужчин;

#### Международные шашки
- Командный чемпионат России по международным шашкам среди мужчин 2003;
- Лично-командный чемпионат России по международным шашкам 2003;
- Лично-командный чемпионат России по международным шашкам среди женщин 2003;
- Лично-командный чемпионат России по международным шашкам среди мужчин 2003;
- Чемпионат России по международным шашкам среди мужчин 2003;
- Чемпионат России по решению шашечных композиций в международные шашки 2003;

## Международные события
- Зимняя Универсиада 2003;
- Летняя Универсиада 2003;
- Панамериканские игры 2003;
  - Волейбол на Панамериканских играх 2003;

### Чемпионаты Европы
- Чемпионат Европы по бейсболу 2003;
- Чемпионат Европы по конькобежному спорту 2003;
- Чемпионат Европы по мини-футболу 2003;
- Чемпионат Европы по тяжёлой атлетике 2003;
- Чемпионат Европы по художественной гимнастике 2003;
- Чемпионат Европы по фигурному катанию 2003;

### Чемпионаты мира
- Чемпионат мира по академической гребле 2003;
- Чемпионат мира по боксу 2003;
- Чемпионат мира по борьбе 2003;
- Чемпионат мира по дзюдо 2003;
- Чемпионат мира по конькобежному спорту в классическом многоборье 2003;
- Чемпионат мира по лёгкой атлетике в помещении 2003;
- Чемпионат мира по лыжным видам спорта 2003;
- Чемпионат мира по международным шашкам среди женщин 2003;
- Чемпионат мира по настольному теннису 2003;
- Чемпионат мира по парусному спорту 2003;
- Чемпионат мира по пляжному футболу 2003;
- Чемпионат мира по регби 2003;
- Чемпионат мира по сноуборду 2003;
- Чемпионат мира по фигурному катанию 2003;
- Чемпионат мира по фигурному катанию среди юниоров 2003;
- Чемпионат мира по фристайлу 2003;
- Чемпионат мира по хоккею с мячом 2003;
- Чемпионат мира по художественной гимнастике 2003;

### Баскетбол
- ВНБА в сезоне 2003;
- Драфт НБА 2003 года;
- Евролига 2002/2003;
- Евролига 2003/2004;
- Кубок вызова ФИБА 2003/2004;
- Кубок Европы УЛЕБ 2002/2003;
- Кубок Европы УЛЕБ 2003/2004;
- НБА в сезоне 2002/2003;
- НБА в сезоне 2003/2004;
- Суперлига Б 2002/2003;
- Суперлига Б 2003/2004;
- Чемпионат Европы по баскетболу 2003;
- Чемпионат Европы по баскетболу среди женщин 2003;
- Чемпионат Испании по баскетболу 2002/2003;
- Чемпионат Испании по баскетболу 2003/2004;
- Чемпионат мира по баскетболу среди ветеранов 2003;
- Чемпионат мира по баскетболу среди женских молодёжных команд 2003;
- Созданы клубы:
  - «Баскет Ландес»;
  - «Днепр»;
  - «Дунгуань Леопардс»;
  - «Циндао Даблстар»;

### Биатлон
- Кубок Европы по биатлону 2002/2003;
- Кубок мира по биатлону 2002/2003;
- Кубок мира по биатлону 2003/2004;
- Общий зачёт Кубка мира по биатлону 2002/2003;
- Общий зачёт Кубка мира по биатлону 2003/2004;
- Чемпионат мира по биатлону 2003;
- Чемпионат мира по биатлону среди юниоров 2003;

### Велосипедный спорт
- Чемпионат мира по маунтинбайк-марафону 2003;
- Чемпионат мира по трековым велогонкам 2003;

### Волейбол
- Волейбол на Всеафриканских играх 2003;
- Волейбол на Играх малых государств Европы 2003;
- Волейбол на летних Олимпийских играх 2004 (квалификация);
- Волейбол на Панамериканских играх 2003;
- Женская Лига чемпионов ЕКВ 2002/2003;
- Женская Лига чемпионов ЕКВ 2003/2004;
- Кубок мира по волейболу среди женщин 2003;
- Кубок мира по волейболу среди мужчин 2003;
- Мировая лига 2003;
- Мировой Гран-при по волейболу 2003;
- Мировой Гран-при по волейболу 2004 (квалификация);
- Панамериканский Кубок по волейболу среди женщин 2003;
- Чемпионат Азии по волейболу среди женщин 2003;
- Чемпионат Азии по волейболу среди мужчин 2003;
- Чемпионат Африки по волейболу среди женщин 2003;
- Чемпионат Африки по волейболу среди мужчин 2003;
- Чемпионат Европы по волейболу среди женщин 2003;
- Чемпионат Европы по волейболу среди женщин 2003 (квалификация);
- Чемпионат Европы по волейболу среди мужчин 2003;
- Чемпионат Европы по волейболу среди мужчин 2003 (квалификация);
- Чемпионат Северной, Центральной Америки и Карибского бассейна по волейболу среди женщин 2003;
- Чемпионат Северной, Центральной Америки и Карибского бассейна по волейболу среди мужчин 2003;
- Чемпионат Украины по волейболу среди женщин 2002/2003;
- Чемпионат Украины по волейболу среди женщин 2003/2004;
- Чемпионат Украины по волейболу среди мужчин 2002/2003;
- Чемпионат Украины по волейболу среди мужчин 2003/2004;
- Чемпионат Южной Америки по волейболу среди женщин 2003;
- Чемпионат Южной Америки по волейболу среди мужчин 2003;

### Международные шашки
- Чемпионат Азии по международным шашкам среди мужчин 2003;
- Чемпионат мира по международным шашкам среди женщин 2003;
- Чемпионат мира по международным шашкам среди мужчин 2003;
- Чемпионат мира по международным шашкам среди мужчин 2003 (матч);
- Чемпионат мира по шашкам-64 (2003);
- Чемпионат Нидерландов по международным шашкам среди мужчин 2003;

### Регби
Созданы клубы:
- «Кардифф Блюз»;
- «Ньюпорт Гвент Дрэгонс»;
- «Оспрейз»;
- «Скарлетс»;

### Снукер
- British Open 2003;
- European Open 2003;
- Irish Masters 2003;
- Гран-при 2003;
- Мастерс 2003;
- Открытый чемпионат Уэльса по снукеру 2003;
- Открытый чемпионат Шотландии по снукеру 2003;
- Официальный рейтинг снукеристов на сезон 2002/2003;
- Официальный рейтинг снукеристов на сезон 2003/2004;
- Премьер-лига 2003 (снукер);
- Снукерный сезон 2002/2003;
- Снукерный сезон 2003/2004;
- Чемпионат Великобритании по снукеру 2003;
- Чемпионат Европы по снукеру 2003;
- Чемпионат мира по снукеру 2003;
- Чемпионат мира по снукеру среди женщин 2003;
- Чемпионат мира по снукеру среди любителей 2003;

### Теннис
- ASB Classic 2003;
- Family Circle Cup 2003;
  - Family Circle Cup 2003 — одиночный разряд;
  - Family Circle Cup 2003 — парный разряд;
- Generali Ladies Linz 2003;
- Sparkassen Cup 2003;
- Uncle Tobys Hardcourts 2003;
- Кубок Дэвиса 2003;
  - Кубок Дэвиса 2003. Мировая группа;
  - Кубок Дэвиса 2003. Мировая группа. Квалификационный раунд;
  - Кубок Дэвиса 2003. Зона Азия/Океания;
  - Кубок Дэвиса 2003. Зона Америка;
  - Кубок Дэвиса 2003. Зона Европа/Африка;
  - Финал Кубка Дэвиса 2003;
- Кубок Кремля 2003;
  - Кубок Кремля 2003 в женском одиночном разряде;
  - Кубок Кремля 2003 в женском парном разряде;
  - Кубок Кремля 2003 в мужском одиночном разряде;
  - Кубок Кремля 2003 в мужском парном разряде;
- Открытый чемпионат Германии по теннису среди женщин 2003;
  - Открытый чемпионат Германии по теннису среди женщин 2003 в одиночном разряде;
  - Открытый чемпионат Германии по теннису среди женщин 2003 в парном разряде;
- Открытый чемпионат Индии по теннису 2003;

### Фигурное катание
- NHK Trophy 2003;
- Фигурное катание на зимней Универсиаде 2003;
- Чемпионат Европы по фигурному катанию 2003;
- Чемпионат мира по фигурному катанию 2003;
- Чемпионат мира по фигурному катанию среди юниоров 2003;
- Чемпионат России по фигурному катанию на коньках 2003;
- Чемпионат Украины по фигурному катанию на коньках 2003;
- Чемпионат Украины по фигурному катанию на коньках 2004;
- Чемпионат Японии по фигурному катанию 2003;
- Чемпионат Японии по фигурному катанию 2004;

### Футбол
- Матчи сборной России по футболу 2003;
- Матчи сборной СНГ по футболу;
- Кубок Либертадорес 2003;
- Кубок Наследного принца Катара 2003;
- Кубок УЕФА 2002/2003;
- Кубок УЕФА 2003/2004;
- Финал Кубка УЕФА 2003;
- Клубы в сезоне 2003 года:
  - ФК БАТЭ в сезоне 2003;
  - ФК «Женис» в сезоне 2003;
- Созданы клубы:
  - «Аделаида Юнайтед»;
  - «Актобе-Жас»;
  - «АПОП Кинирас»;
  - «Богота»;
  - «Брюссель»;
  - «Гянджларбирлийи»;
  - «Даугава» (Рига);
  - «Дифферданж 03»;
  - «Дорадос де Синалоа»;
  - «Инчхон Юнайтед»;
  - «Карвина»;
  - «Каса Эстрелла дель Бенфика»;
  - «Ключборк»;
  - «Корурипи»;
  - «Ла Хойя Лорка»;
  - «Меджимурье»;
  - «Мерида» (Мексика);
  - «Мономотапа Юнайтед»;
  - МТТУ;
  - «Нанькин Йойо»;
  - «Пайсанду» (Уругвай);
  - «Пари Фут Гей»;
  - «Патриотас»;
  - «Пудун Зобон»;
  - «Пуэрто-Рико Айлендерс»;
  - «Рюкю»;
  - «Санта-Крус» (Риу-Гранди-ду-Норти);
  - «Сфынтул Георге»;
  - «Тобаго Юнайтед»;
  - УЭС;
  - «Хандрен»;
  - «Хоафат»;
  - «Хоё Оита»;
  - «Шанхай Шэньсинь»;
  - «Экибастуз»;
  - «Эль-Гуна»;
- Расформированы клубы:
  - «Армавир»;
  - «Баи»;
  - «Дустлик»;
  - «Звартноц-ААЛ»;
  - «Кареда»;
  - «Фабус»;
  - «Юньнань Хунта»;

#### Женский футбол
- Матчи женской сборной России по футболу 2003;
- Матчи молодёжной женской сборной России по футболу 2003;
- Чемпионат мира по футболу среди женщин 2003;
- Создан клуб «Линчёпинг»;

#### Мини-футбол
- Суперкубок Белоруссии по мини-футболу;
- Созданы клубы:
  - «Варна»;
  - «Иберия Стар»;
  - ЛТК;
  - «Нидарос»;
  - «Тирана»;

### Хоккей с шайбой
- Драфт НХЛ 2003;
- Исландская хоккейная лига 2002/2003;
- Исландская хоккейная лига 2003/2004;
- Кубок Шпенглера 2003;
- Матч всех звёзд НХЛ 2003;
- НХЛ в сезоне 2002/2003;
- НХЛ в сезоне 2003/2004;
  - НХЛ в сезоне 2003/2004 (результаты за декабрь 2003);
  - НХЛ в сезоне 2003/2004 (результаты за ноябрь 2003);
  - НХЛ в сезоне 2003/2004 (результаты за октябрь 2003);
- Чемпионат мира по хоккею с шайбой 2003;
- Чемпионат мира по хоккею с шайбой 2003 (женщины);
- Чемпионат мира по хоккею с шайбой среди молодёжных команд 2003;
- Чемпионат мира по хоккею с шайбой среди юниорских команд 2003;
- Созданы клубы:
  - «Виру Спутник»;
  - «Лас-Вегас Рэнглерс»;

## Моторные виды спорта
- V8Star в сезоне 2003;
- Мировая серия Ниссан 2003;
- Ралли Лондон — Сидней;
- Формула-1 в сезоне 2003;
  - Гран-при Австралии 2003 года;
  - Гран-при Австрии 2003 года;
  - Гран-при Бельгии 2003 года;
  - Гран-при Бразилии 2003 года;
  - Гран-при Великобритании 2003 года;
  - Гран-при Венгрии 2003 года;
  - Гран-при Германии 2003 года;
  - Гран-при Европы 2003 года;
  - Гран-при Испании 2003 года;
  - Гран-при Италии 2003 года;
  - Гран-при Канады 2003 года;
  - Гран-при Малайзии 2003 года;
  - Гран-при Монако 2003 года;
  - Гран-при Сан-Марино 2003 года;
  - Гран-при США 2003 года;
  - Гран-при Франции 2003 года;
  - Гран-при Японии 2003 года;